# Aska Yang
Aska Yang (Distretto di Zhongli, 4 aprile 1978) è un cantante taiwanese.

## Discografia
| Data            | Etichetta          | Album                      |
| --------------- | ------------------ | -------------------------- |
| 29 giugno 2007  | HIM Music          | Stars Reunion              |
| 5 ottobre 2007  | HIM Music          | Yesterday, Today, Tomorrow |
| 11 gennaio 2008 | Warner Music Group | Dove                       |